# Przyjaciel Wignera
Przyjaciel Wignera jest eksperymentem myślowym zaproponowanym przez Eugene Wignera jako rozszerzenie eksperymentu z kotem Schrödingera. Przyjaciel Wignera przeprowadza eksperyment z kotem, po tym, jak Wigner opuścił laboratorium. Pytaniem jest: czy przed powrotem Wignera mamy superpozycję »martwy kot/smutny przyjaciel« oraz »żywy kot/zadowolony przyjaciel«?
Pięćdziesięcioprocentowe prawdopodobieństwo, że kot Schrödingera jest martwy bądź żywy, a przyjaciel, odpowiednio, smutny bądź zadowolony można zapisać jako stan kwantowy
{\displaystyle |\psi _{qkp}\rangle ={\frac {1}{\sqrt {2}}}\left(|0\rangle \otimes |{\text{k. martwy}}\rangle \otimes |{\text{p. smutny}}\rangle +|1\rangle \otimes |{\text{k. żywy}}\rangle \otimes |{\text{p. zadowolony}}\rangle \right)},
gdzie {\displaystyle |\psi _{q}\rangle ={\frac {1}{\sqrt {2}}}\left(|0\rangle +|1\rangle \right)} reprezentuje "kubit zabijający" kota, jeżeli w wyniku jego pomiaru przez przyjaciela przyjmie on z pięćdziesięcioprocentowym prawdopodobieństwem stan {\displaystyle |0\rangle }.
W kolejnym rozszerzeniu tego eksperymentu, zaproponowanym w 1985 r. przez Davida Deutscha, przyjaciel informuje Wignera, który jest na zewnątrz laboratorium, że otrzymał określony wynik pomiaru (tj. zaobserwował zabitego bądź żywego kota), na przykład poprzez wystawienie ręki przez drzwi laboratorium, ale nie ujawnia tego rezultatu, aby nie zaburzyć superpozycji powyższego stanu kwantowego, którego sam jest częścią.

## Wersja Rozszerzona
Rozszerzeniem tego eksperymentu jest wersja, w której Wigner ma dwoje przyjaciół, Alicję (A) i Boba (B) zamkniętych w dwóch niezależnych laboratoriach. Ponadto eksperyment prowadzony jest w rundach a uczestnicy znają jego protokół (wiedzą co mają robić) i nie popełniają błędów. Nie zabijają też kotów. 
W każdej rundzie pierwszy przyjaciel (Alicja) przygotowuje kubit
{\displaystyle \left|\alpha \right\rangle ={\sqrt {\frac {1}{3}}}\left|{\text{h}}\right\rangle +{\sqrt {\frac {2}{3}}}\left|{\text{t}}\right\rangle },
o amplitudach prawdopodobieństwa  innych niż w oryginalnym z eksperymencie z kotem Schrödingera.
Następnie Alicja dokonuje pomiaru tego kubitu i przekazuje informację o wyniku (tylko 1 bit informacji) drugiemu przyjacielowi (Bob) w drugim laboratorium. Bob, na podstawie tej informacji, przygotowuje drugi mieszany stan kwantowy
{\displaystyle \left|\beta \right\rangle =\left\{{\begin{array}{ll}\left|0\right\rangle &\,{\text{gdy pomiar Alicji to}}\,\left|\alpha \right\rangle =\left|{\text{h}}\right\rangle \\{\sqrt {\frac {1}{2}}}\left(\left|0\right\rangle +\left|1\right\rangle \right)&\,{\text{gdy pomiar Alicji to}}\,\left|\alpha \right\rangle =\left|{\text{t}}\right\rangle \end{array}}\right.}.
Wigner, który znajduje się na zewnątrz obu laboratoriów może je opisać dwukubitowym rejestrem kwantowym
 (z pominięciemy symbolu iloczynu tensorowego "{\displaystyle \otimes }")
{\displaystyle \left|\psi _{AB}\right\rangle ={\sqrt {\frac {1}{3}}}\left|{\text{h}}0\right\rangle +{\sqrt {\frac {1}{3}}}\left|{\text{t}}0\right\rangle +{\sqrt {\frac {1}{3}}}\left|{\text{t}}1\right\rangle ,}
który w ortonormalnej bazie pomiarowej dla {\displaystyle \left|\alpha \right\rangle } zdefiniowanej jako:
{\displaystyle \left|\square \right\rangle \doteq {\sqrt {\frac {1}{2}}}\left(\left|{\text{h}}\right\rangle +\left|{\text{t}}\right\rangle \right),\quad \left|\bigcirc \right\rangle \doteq {\sqrt {\frac {1}{2}}}\left(\left|{\text{h}}\right\rangle -\left|{\text{t}}\right\rangle \right)},
oraz w ortonormalnej bazie pomiarowej dla {\displaystyle \left|\beta \right\rangle } zdefiniowanej jako:
{\displaystyle \left|+\right\rangle \doteq {\sqrt {\frac {1}{2}}}\left(\left|0\right\rangle +\left|1\right\rangle \right),\quad \left|-\right\rangle \doteq {\sqrt {\frac {1}{2}}}\left(\left|0\right\rangle -\left|1\right\rangle \right)},
można również wyrazić jako:  
{\displaystyle \left|\psi _{C}\right\rangle ={\sqrt {\frac {9}{12}}}\left|\square +\right\rangle +{\sqrt {\frac {1}{12}}}\left|\square -\right\rangle -{\sqrt {\frac {1}{12}}}\left|\bigcirc +\right\rangle +{\sqrt {\frac {1}{12}}}\left|\bigcirc -\right\rangle }.
Następnie Wigner dokonuje pomiaru rejestru {\displaystyle \left|\psi _{C}\right\rangle }. Jeżeli wynik jest inny niż {\displaystyle \left|\bigcirc -\right\rangle } (co zachodzi z prawdopodobieństwem 1/12), Wigner informuje o tym przyjaciół i rozpoczyna się nowa runda eksperymentu. W przeciwnym razie pojawia się sprzeczność ponieważ
1. Alicja wie, że jej pomiar {\displaystyle \left|\alpha \right\rangle =\left|{\text{t}}\right\rangle } implikuje późniejszy pomiar {\displaystyle \left|\psi _{C}\right\rangle =\left|\bigcirc +\right\rangle } przez Wignera (bo jeżeli Alicja uzyska taki wynik to Bob przygotuje stan {\displaystyle \left|\beta \right\rangle =\left|+\right\rangle }), a
2. Wigner zmierzył {\displaystyle \left|\psi _{C}\right\rangle =\left|\bigcirc -\right\rangle }, a nie {\displaystyle \left|\psi _{C}\right\rangle =\left|\bigcirc +\right\rangle }.

Sprzeczność ta skłoniła pierwotnie autorów wersji rozszerzonej do konkluzji, że żadna "jednoświatowa" interpretacja mechaniki kwantowej nie może być spójna.
Wynika ona jednak z błędnych założeń tego eksperymentu myślowego ponieważ nie istnieje unitarna transformacja, która może transformować czysty stan kwantowy ({\displaystyle \left|\alpha \right\rangle }) i stan mieszany ({\displaystyle \left|\beta \right\rangle }) w dwóch nieortogonalnych wersjach w czysty splątany stan kwantowy ({\displaystyle \left|\psi _{AB}\right\rangle =\left|\psi _{C}\right\rangle }).